# Peccato (ebraismo)
(Isaia 1:18)

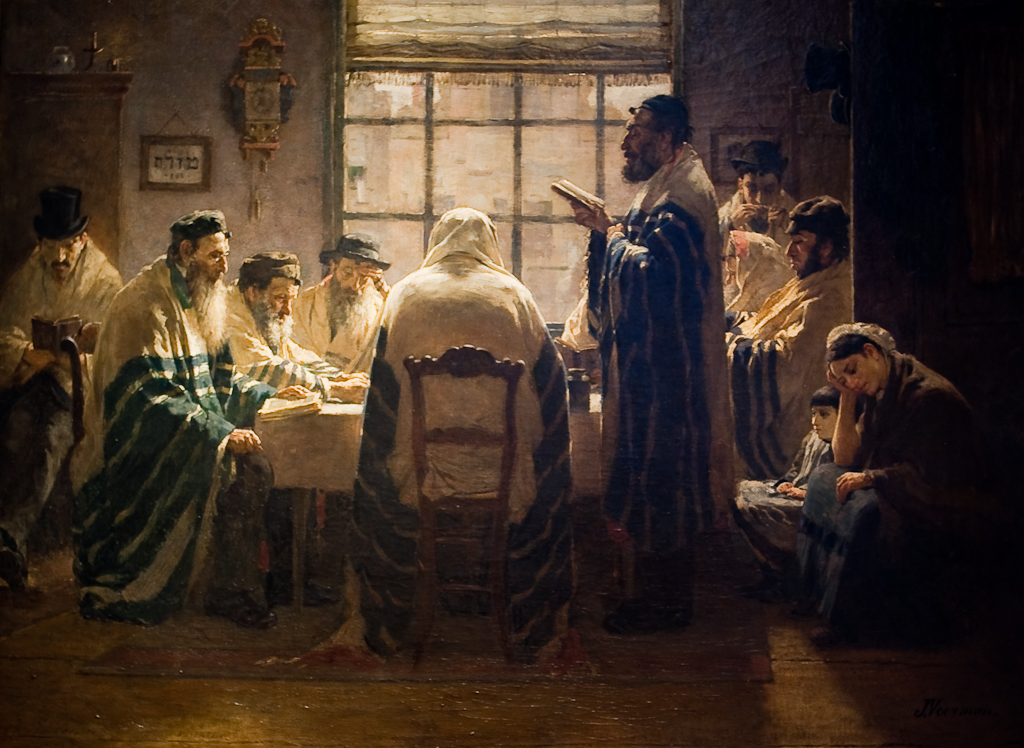
[De Rouwdagen] De treurdagen (I Giorni di Lutto) di Jan Voerman, ca 1884

L'ebraismo considera come peccato la violazione di uno qualsiasi dei comandamenti divini e insegna che il peccato è un atto e non uno stato dell'essere. Il genere umano peraltro non fu creato con un'inclinazione a fare il male, ma possiede tale inclinazione solo "dall'adolescenza" (Genesi 8.21 "l'istinto del cuore umano è incline al male fin dalla adolescenza").

## Bibbia ebraica
("Talmud)
Le persone hanno la possibilità e abilità di controllare questa inclinazione al peccato (Genesi 4.7) e di scegliere il bene invece del male attraverso un atto di coscienza (Salmi 37.27). L'ebraismo usa il termine "peccato" per includere violazioni della Legge ebraica (Halakhah) che non sono necessariamente un cedimento di morale. Secondo la Jewish Encyclopedia: "L'uomo è responsabile del peccato perché è dotato di libero arbitrio ("behirah"); egli è per sua natura fragile, e la tendenza della mente sarebbe verso il male: «perché l'istinto del cuore umano è incline al male fin dalla adolescenza» (Genesi 8.21; Yoma 20a; Sanhedrin 105a). Di conseguenza Dio nella Sua misericordia interviene a permettere che gli esseri umani si pentano e siano perdonati." L'ebraismo ritiene che tutte le persone pecchino in vari momenti della propria vita, e che tuttavia Dio possa mitigare la Sua giustizia con la misericordia.

### Terminologia
La lingua ebraica usa diversi termini per "peccato" (oltre a khata) ognuna con un suo significato specifico. La parola pesha, o "infrazione", indica un peccato commesso per ribellione. La parola avera significa "trasgressione", mentre la parola avone, o "iniquità", sta a significare un peccato commesso per mancanza di morale ed integrità. La parola più comunemente tradotta con "peccato" – khata – letteralmente significa "smarrirsi". 
Poiché la legge ebraica, la Halakhah, fornisce la vera "via" (o percorso) per vivere, così il peccato comporta un allontanamento, uno smarrimento di quella via.
L'ebraismo insegna che gli esseri umani nascono dotati di libero arbitrio e moralmente neutrali, con una yetzer hatov, (letteralmente "buona inclinazione", secondo alcuni una tendenza verso la bontà, secondo altri una tendenza verso una vita produttiva e a preoccuparsi del prossimo), oltre ad una yetzer hara, (letteralmente "l'inclinazione al male", secondo alcuni una tendenza verso il male, e secondo altri una tendenza verso il comportamento cattivo ed egoista).
(Torah)

## Ruolo dell'ortoprassi
Gli ebrei riconoscono due tipi di "peccato": le offese contro altre persone e le offese contro Dio. Le offese contro Dio si devono considerare come violazioni del patto (l'alleanza tra Dio e i Figli di Israele). Dalla distruzione del Tempio di Gerusalemme, gli ebrei hanno creduto che il retto agire ("ortoprassi") (in opposizione al retto credere) sia il modo per una persona di espiare i propri peccati. Il Midrash Avot de Rabbi Natan afferma infatti quanto segue:

Una volta, quando Rabban Yochanan Ben Zakkai passeggiava a Gerusalemme con il rabbino Yehosua, arrivarono dove il Tempio giaceva ora in rovina. «Guai a noi», esclamò il rabbino Yehosua, «poiché questa casa dove si espiavano i peccati di Israele ora giace in rovina!» Rispose Rabban Yochanan: «Abbiamo un'altra ugualmente importante fonte di espiazione, la pratica di Ghemilut Chassadim ("amore caritatevole"), come si legge [nella Torah] "Poiché voglio l'amore e non il sacrificio" (Osea 6.6)»

Nell'ebraismo si reputa che tutti gli esseri umani abbiano il libero arbitrio e possano scegliere il tipo di vita che desiderano condurre. Esiste quasi sempre una "via di ritorno", se la persona lo desidera profondamente. (Anche se i testi citano alcune categorie per le quali la via di ritorno è estremamente difficile, come per il calunniatore, il pettegolo abituale, e la persona maligna).

## Trasgressione
(Leggende Chassidiche)
La parola ebraica generica per qualsiasi tipo di peccato è "avera" (o "aveira" – letteralmente: "trasgressione"). Basandosi su versetti della Bibbia ebraica, l'ebraismo descrive tre livelli di peccato. Ci sono tre categorie di persone che commettono avera. La prima rappresenta chi commette avera intenzionalmente, o "B'mezid": questa è la categoria più grave. La seconda è per chi commette avera accidentalmente: chiamata "B'shogeg", sebbene la persona sia ancora responsabile della propria azione, viene considerata meno grave. La terza categoria è rappresentata da chi è "Tinok Shenishba", cioè una persona che è cresciuta in un ambiente assimilato o non-ebreo e non è a conoscenza delle leggi ebraiche appropriate e della Halakhah. Tale persona non viene considerata responsabile delle proprie azioni.
- Pesha (peccato deliberato - in ebraico moderno: crimine) o Mered (lett.: ribellione) - Un peccato intenzionale; un'azione commessa in disobbedienza a Dio (פשע pesha‘, peh‘shah). Linguisticamente, proviene dalla radice pasha`: ribellione, trasgressione, infrazione.[15]
- Avon (lett.: iniquità) - Peccato di lussuria o di emozione incontrollabile, commesso consapevolmente, ma non come affronto a Dio.[16] Linguisticamente, proviene dalla radice `avah: perversità, male morale (colpa, iniquità, malizia).
- Cheit - Peccato, disobbedienza o colpa non intenzionale. Linguisticamente deriva dalla radice khaw-taw col significato di "mancare, sbagliare il bersaglio (parlando di un arciere), peccare, inciampare".[17]

## Stati di colpa
L'ebraismo sostiene che nessun essere umano è perfetto, e tutte le persone hanno peccato molte volte. Tuttavia, certi stati di peccato (cioè avon o cheit) non condannano una persona alla dannazione, solo uno o due peccati veramente gravi portano a qualcosa che si avvicini alla concezione standard dell'Inferno. La concezione biblica e rabbinica di Dio è quella di un Creatore che mitiga la sua giustizia con la misericordia. Sulla base delle opinioni di Rabbenu Tam nel Talmud babilonese (Trattato Rosh Hashanah 17b), si afferma che Dio abbia tredici attributi di misericordia (cfr. Nomi di Dio nella Bibbia):
1. Dio è misericordioso prima che la persona pecchi, anche se Dio sa che una persona è in grado di peccare.
2. Dio è misericordioso verso il peccatore, anche dopo che ha peccato.
3. Dio rappresenta la potenza della misericordia anche in aree che un essere umano non si aspetta o merita.
4. Dio è compassionevole e allevia la punizione dei colpevoli.
5. Dio è misericordioso anche con coloro che non sono meritevoli.
6. Dio è lento all'ira.
7. Dio è pieno di bontà.
8. Dio è il Dio della verità, quindi possiamo contare sulle Sue promesse di perdonare i peccatori pentiti.
9. Dio garantisce bontà verso le generazioni future, come le gesta dei grandi patriarchi (Abramo, Isacco e Giacobbe) hanno beneficiato tutti i loro discendenti.
10. Dio perdona i peccati intenzionali se il peccatore si pente.
11. Dio perdona chi deliberatamente lo affronta/offende se il peccatore si pente.
12. Dio perdona i peccati che si commettono in errore.
13. Dio cancella i peccati di coloro che si pentono.

Dato che gli ebrei sono comandati di imitatio Dei, emulare Dio, i rabbini prendono in considerazione questi attributi divini quando interpretano la Legge ebraica e le sue applicazioni contemporanee.
Occorre però ricordare che Dio non perdonerà all'infinito, specialmente se il peccatore si rivela impenitente, non disposto a riconoscere la sua condotta peccaminosa o il suo peccato. Esiste inoltre un peccato che è imperdonabile anche per Dio: l'apostasia, il volontario allontanamento dal Lui e/o dai suoi insegnamenti e leggi; e anche il commettere continuamente lo stesso peccato senza mai ravvedersene e senza mai cessare di commetterlo. Diventa una presa in giro nei suoi confronti, ed Egli non può permetterlo all'infinito.

## Valore del pentimento
Il Talmud babilonese insegna che "Rabbi Yochanan e Rabbi Eleazar spiegano che fintanto che il tempio esisteva, l'altare espiava per Israele, ma ora la propria tavola serve ad espiare [quando i poveri sono invitati come ospiti]." (Trattato Berachot, 55a.)
Il pentimento stesso è una forma di espiazione (cfr. Ezechiele 33.11;33.19 Geremia 36.3, et al.). La parola ebraica per il pentimento è teshuvah  che letteralmente significa "ritorno (a Dio)." Il profeta Osea (14.3) dice: "Preparate le parole da dire e tornate al Signore".
L'ebraismo insegna che la nostra relazione personale con Dio ci permette di rivolgerci direttamente a Lui in qualsiasi momento, come afferma Malachia 3.7: "Ritornate a me e io tornerò a voi" e Ezechiele 18.27: "E se l'ingiusto desiste dall'ingiustizia che ha commessa e agisce con giustizia e rettitudine, egli fa vivere se stesso. Ha riflettuto, si è allontanato da tutte le colpe commesse: egli certo vivrà e non morirà." Inoltre Dio è estremamente compassionevole e perdona, come indicato in Daniele 9.18: "Non presentiamo le nostre suppliche davanti a te basate sulla nostra giustizia ma sulla tua grande misericordia."
La liturgia tradizionale dei Giorni del Timore Riverenziale (i Yamim Noraim, i Giorni del Pentimento, cioè Rosh Hashanah e Yom Kippur) afferma che la preghiera, il pentimento e la tzedakah (azioni caritatevoli) sono modi per pentirsi dal peccato. Nell'ebraismo i peccati commessi contro le persone (piuttosto che quelli contro Dio o nel cuore) devono prima essere corretti o rimediati nella maniera più appropriata e possibile dal peccatore; un peccato che non è stato riparato nel miglior modo possibile non lo si può considerare espiato.

## Altruismo contro egoismo
I rabbini riconoscono un valore relativamente positivo della yetzer hara:
una tradizione la identifica con l'osservazione durante l'ultimo giorno della creazione che la creazione divina fu "molto buona" (l'opera di Dio nei giorni precedenti era stata descritta solo come "buona") e spiega che senza la yetzer hara non ci sarebbero matrimoni, figli, commercio o altri frutti del lavoro umano: l'implicazione è che yetzer haTov e yetzer hara sono meglio compresi non come categorie morali del bene e del male, ma come orientamenti altruistici in opposizione a quelli egoistici; entrambi che possono servire la volontà divina se utilizzati correttamente.
O come Hillel il Vecchio riassunse:
Se non sono per me stesso, chi sarà per me?
Se sono per me stesso soltanto, che cosa sono?
Se non ora - quando?"
Un'altra spiegazione afferma che, senza l'esistenza della yetzer hara, non ci sarebbe alcun merito nel seguire i comandamenti di Dio: la scelta ha senso solo se è stata davvero fatta una scelta. Quindi, considerando che la creazione prima era "buona", un episodio è diventato poi "molto buono" quando l'inclinazione al male è stata aggiunta, perché allora è stato possibile dire veramente che l'uomo può fare la scelta reale di obbedire i "mitzvot" (comandamenti) di Dio ottenendo quindi il bene ed il merito: anche se ciò risulta essere vero, l'ebraismo vede il rispetto e l'osservanza delle vie di Dio come un fine desiderabile in sé e per sé, piuttosto che un mezzo per ottenere un fine.

## Espiazione
La questione dell'espiazione dei peccati è discussa nella Bibbia ebraica (Tanakh), o Antico Testamento. I rituali dell'espiazione si svolgevano nel Tempio di Gerusalemme e venivano effettuati dai Kohanim, i sacerdoti d'Israele. Tali servizi e cerimoniali includevano canti, preghiere, offerte e sacrifici di animali noti sotto il nome di korbanot. I riti dello Yom Kippur, il Giorno dell'Espiazione, sono prescritti nel Libro del Levitico, cap 15. Il rituale del capro espiatorio, mandato nel deserto "per" Azazel, era una di queste osservanze (Levitico 16.20-26).
Da notare che i concetti ebraici moderni di peccato ed espiazione non si basano esclusivamente su quelli esposti nella Bibbia ebraica, ma seguono anche le normative della Bibbia, apprese tramite la Legge orale.

## Norme liturgiche
La liturgia dei "Giorni di Timore Riverenziale" (le grandi feste, cioè Rosh Hashanah e Yom Kippur) afferma che la preghiera, il pentimento e la tzedakah (il dovere di esercitare la carità) valgono come espiazione del peccato. Ma la preghiera, senza un onesto e sincero tentativo di rettificare ogni colpa al meglio delle proprie capacità e l'intenzione sincera di evitare ricadute, non può far espiare torti commessi. Espiazione per gli ebrei significa pentirsi e allontanare/estromettere/emarginare (il peccato). La parola "T'shuvah" usata per significare espiazione significherebbe in realtà "ritornare". L'ebraismo è ottimista in quanto vede sempre un modo in cui una persona determinata possa ritornare a ciò che è buono, così come anche Dio spera.
Un certo numero di sacrifici animali erano prescritti dalla Torah (cinque libri di Mosè;; Pentateuco), per fare espiazione: un "sacrificio espiatorio" per i peccati, e un "sacrificio di riparazione" per trasgressioni religiose (Levitico 7.2). Il significato del sacrificio di animali non è spiegato a lungo nella Torah, sebbene Genesi 9.4 e Levitico 17 suggeriscano che il sangue e la vitalità fossero connessi.
Profeti biblici di epoche successive occasionalmente hanno affermato che ciò che risiede nel cuore delle persone è più importante dei loro sacrifici - ""Il Signore forse gradisce gli olocausti e i 
sacrifici come obbedire alla voce del Signore? Ecco, obbedire è meglio del sacrificio, essere docili è più del grasso degli arieti." (1 Samuele 15.22) – "Poiché voglio l'amore e non il sacrificio, la conoscenza di Dio più degli olocausti." (Osea 6.6) – "Uno spirito contrito è sacrificio a Dio, un cuore affranto e umiliato, Dio, tu non disprezzi." (Salmi 51.19)
Sebbene i sacrifici di animali fossero prescritti per l'espiazione, non c'è passo biblico che dica che il sacrificio degli animali sia l'unico mezzo di espiazione. La Bibbia ebraica insegna che è possibile ritornare a Dio mediante il solo pentimento e la preghiera. Per esempio, nei libri di Giona e di Ester, sia gli ebrei che i gentili si pentono, pregano Dio e sono perdonati dei loro peccati, senza aver offerto nessun sacrificio. Inoltre, in tempi moderni, gli ebrei non prendono assolutamente in considerazione i sacrifici animali.
Durante le festività solenni di Rosh Hashanah, Yom Kippur - noto anche come il "Giorno dell'espiazione - ed il periodo di dieci giorni che intercorre tra queste feste, il pentimento dei peccati commessi si basa su preghiere speciali e inni, mentre alcuni ebrei continuano gli antichi metodi di offertorio. Esempio di un metodo "sacrificale" comune per il pentimento è quello di introdurre del pane in un po' d'acqua a significare il deflusso dei peccati e la speranza che uno possa essere nuovamente iscritto da Dio nel Libro della Vita. Ciò viene particolarmente messo in evidenza durante quella che è probabilmente la più santa festività ebraica, lo Yom Kippur.
Nel "Giorno dell'espiazione", appunto, la liturgia si conclude con la preghiera Neilà, che significa "chiusura". La funzione di Neilà offre quindi l'ultima opportunità di un appello diretto a Dio. Le sinagoghe si riempiono di solennità e la devozione degli ebrei osservanti raggiunge il massimo grado: in quel momento non si prega dicendo solo "iscrivici nel Libro della Vita", bensì "suggellaci nel Libro della Vita" perché il destino di tutti gli uomini secondo l'ebraismo è suggellato e deciso negli ultimi momenti del "Giorno di Espiazione". La preghiera speciale dice fra l'altro: